# Bataille d'Hennersdorf
Guerre de Succession d'Autriche
Batailles
- Mollwitz (04-1741)
- Chotusitz (05-1742)
- Sahay (05-1742)
- Prague (06/12-1742)
- Dettingen (06-1743)
- Cap Sicié (02-1744)
- 19 mai 1744
- Menin (05/06-1744)
- Ypres (06-1744)
- Furnes (07-1744)
- Fribourg (11-1744)
- Tournai (04/06-1745)
- Pfaffenhofen (04-1745)
- Fontenoy (05-1745)
- Hohenfriedberg (06-1745)
- Melle (07-1745)
- Gand (07-1745)
- Bruges (07-1745)
- Audenarde (07-1745)
- Termonde (08-1745)
- Ostende (08-1745)
- Nieuport (08/09-1745)
- Ath (09/10-1745)
- Soor (09-1745)
- Hennersdorf (11-1745)
- Kesselsdorf (12-1745)
- Culloden (04-1746)
- Mons (06/07-1746)
- Bruxelles (01/02-1746)
- Namur (09-1746)
- Charleroi (07/08-1746)
- Lorient (09/10-1746)
- Rocourt (10-1746)
- Cap Finisterre (1er) (05-1747)
- Lauffeld (07-1747)
- Bergen-op-Zoom (07/09-1747)
- Cap Finisterre (2e) (10-1747)
- Saint-Louis-du-Sud (03-1748)
- 18 mars 1748
- Maastricht (04/05-1748)

Campagnes italiennes
- Combat de Saint-Tropez (06-1742)
- Camposanto (02-1743)
- Villafranca (04-1744)
- Casteldelfino (07-1744)
- Velletri (08-1744)
- Madonne de l'Olmo (09-1744)
- Bassignana (09-1745)
- Josseau (10-1745)
- Plaisance (06-1746)
- Tidone (08-1746)
- Rottofreddo (08-1746)
- Gênes (1er) (12-1746)
- Gênes (2e) (07-1747)
- Assietta (07-1747)

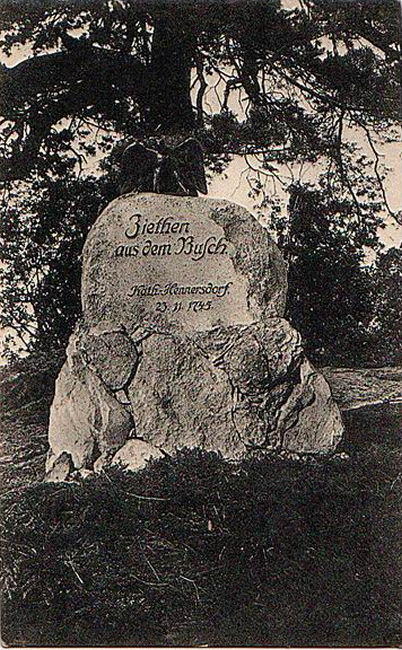
Pierre commémorative pour Hans Joachim von Zieten lors de la bataille de Hennersdorf le 23 novembre 1745

La bataille d'Hennersdorf, a lieu pendant la seconde guerre de Silésie le 23 novembre 1745 à sept kilomètres au nord-ouest de Lauban en Haute-Lusace. Les Prussiens de Frédéric II gagnent contre les Saxons du général Buchner.

## Déroulement
Le 21 novembre 1745, les troupes autrichiennes entrent en Saxe sous le commandement du prince Charles et s'unissent aux troupes de l'électorat de Saxe. Le 23 novembre, le roi Frédéric II est informé de l'arrivée des troupes. La cavalerie prussienne surprend alors les régiments électoraux saxons campés près de Katholisch-Hennersdorf. Le 5e régiment de hussards Ruesch (de), le régiment de hussards von Zieten (1806 : H 2) et les 8e régiment Rochow et 9e régiment Bornstedt de cuirassiers y participent. Du côté saxon se tiennent les régiments de cuirassiers saxons Vitzthum, O'Byrn et Dallwitz ainsi que le régiment d'infanterie Saxe-Gotha, qui sont complètement anéantis. Le prince Charles n'ose alors pas s'opposer à l'armée prussienne numériquement supérieure et se retire dans la région de Bohême. Les magasins pleins de l'armée saxonne tombent aux mains des Prussiens à Görlitz. Après l'attaque surprise d'Hennersdorf, le nom "Zieten aus dem Busch" (Zieten de la brousse) commence à circuler pour le commandant prussien.